# فینسترات

فینِسترات (به اسپانیایی: Finestrat) دهستانی در استان آلیکانتهٔ اسپانیا است.
در این دهستان ۶٬۱۳۷ نفر زندگی می‌کنند. مساحت این دهستان ۴۲٫۳۱ کیلومتر مربع است.